# Mallochianamyia fenestrata
Mallochianamyia fenestrata är en tvåvingeart som beskrevs av Wheeler 2000. Mallochianamyia fenestrata ingår i släktet Mallochianamyia och familjen markflugor. Inga underarter finns listade i Catalogue of Life.